# 卡西欧 fx-9860系列
卡西欧fx-9860系列是卡西欧推出的图形计算器，除了图形计算器的一般功能外，还具有基于列表的统计、进阶统计、金融计算、电子教材等功能，也可以通过内置功能演示函数图像变化，但是无法进行向量计算。与以往型号相比，fx-9860系列增加了自然书写显示、USB接口、快闪存储器、可通过ROM刷新而升级的OS和高对比度的LCD显示器。可以通过EA-200数据收集器连接传感器进行数据收集，也可通过USB接口外接相关设备以供投影仪展示。

## 衍生版本
fx-9860具有以下几种衍生版本：标准的fx-9860G、SD、AU和Slim版本。
- AU版根据澳大利亚学校规定，将快闪存储器容量限制在800KiB。
- SD版具有SD卡扩展槽，允许通过SD卡槽读写最高1GiB的SD卡。[1]
- Silm版具有背光显示功能，自带帮助文档，并设计为翻盖设计以减小其尺寸。[2]

fx-9860GII和fx－9860G SD在2009年5月发售。这两种新型号具有背光显示屏、Geometry和ECON2程序并具备新的数学函数。
fx-9860G与fx-9860G SD在法国被称为Graph85和Graph85 SD而对应的GII版本被称为Graph95。
对应的澳大利亚的GII版是fx-9860G AU PLUS。

## 编程
fx-9860可以通过几种不同的方式进行编程，fx－9860内置了类BASIC语言解释器，允许用户使用内置功能编写简单程序。
另外一种方法是编写附加程序（add-in），编译后的附加程序是二进制程序，可以直接由计算器CPU执行。卡西欧目前已发布出了两个官方附加程序： GEOMETRY和PHYSIUM。2006年卡西欧发布了一个SDK，允许用户自制附加程序，SDK支持C++语言，但是无法进行Debug，卡西欧不会为SDK提供支持。上述附加程序和SDK都可以在卡西欧网站上下载。
SDK和附加程序允许开发者开发更强大的应用。目前，已由其开发了一个多平台计算器语言（Multi-Platform Language for Calculators）的编译器。